# Lepanthopsis calva
Lepanthopsis calva là một loài thực vật có hoa trong họ Lan. Loài này được Dod ex Luer mô tả khoa học đầu tiên năm 2002.